# Kubatxis
Els kubatxis (rus: Кубачинцыkubatxintsi) són una ètnia del Caucas oriental que s'anomenen a si mateixos urbughs o urbugans, que habiten l'aul de Kubatxi al districte (rayon) de Dakhadaev, al Daguestan. Modernament són considerats una subdivisió dels dargins. Al cens de 1926 es van declarar ètnicament kubatxis 2.322 persones. No hi estadístiques modernes però serien uns deu mil.
Ja se'ls esmenta al segle x, a les fonts àrabs de Bab al-Awad (Derbent). Mantingueren una societat patrimonial amb clans, però van restar lliures pagant únicament tribut al shamkal dels Kazi Kumukh, fins al segle xiv, i després al utsmiat dels Kaytak (segles XV i XVI). Es van fer musulmans al segle xii al mateix temps que els dargins. El seu aul era part de la societat lliure de Gapsh, subdivisió dels Utsmi-Dargwa, la federació de Dergins. Foren famosos com artesans d l'or, plata i armes de qualitat especialment punyals, sabres i cotes de malles i per això els àrabs i perses els van anomenar com "zirihgaran" (fabricants de cotes de malles).
La seva llengua és el kubatxi. La seva religió és musulmana sunnita de l'escola xafiïte.